# Puntate di Teen Mom
Di seguito sono riportati i titoli e le date di trasmissione delle puntate di Teen Mom.

## Prima stagione
La prima stagione di Teen Mom è andata in onda su MTV dall'8 dicembre 2009 (preceduto da un episodio speciale andato in onda il 1º dicembre 2009) al 9 febbraio 2009.
In Italia è andato in onda sull'emittente MTV Italia dal 13 marzo 2010 all'8 maggio 2010.
| nº | Titolo                                                  | Prima TV USA     | Prima TV Italia |
| -- | ------------------------------------------------------- | ---------------- | --------------- |
| #1 | Catching Up With 16 and Pregnant: The Girls of Teen Mom | 1º dicembre 2009 | Non trasmesso   |
| 1  | Looking for love                                        | 8 dicembre 2009  | 13 marzo 2010   |
| 2  | How Many Chances?"                                      | 15 dicembre 2009 | 20 marzo 2010   |
| 3  | Fallout                                                 | 22 dicembre 2009 | 27 marzo 2010   |
| 4  | Moving On                                               | 29 dicembre 2009 | 3 aprile 2010   |
| 5  | A Little Help                                           | 5 gennaio 2010   | 10 aprile 2010  |
| 6  | Standing Up                                             | 12 gennaio 2010  | 17 aprile 2010  |
| 7  | Baby Steps                                              | 19 gennaio 2010  | 24 aprile 2010  |
| 8  | Happy Birthday                                          | 26 gennaio 2010  | 1º maggio 2010  |
| #2 | Check Up With Dr. Drew                                  | 2 febbraio 2010  | Non trasmesso   |
| #3 | Unseen Moments                                          | 9 febbraio 2010  | 8 maggio 2010   |

## Seconda stagione
La seconda stagione di Teen Mom è andata in onda dal 20 luglio 2010 sull'emittente americana MTV.
In Italia è andata in onda su MTV Italia dal 16 novembre 2010.
| nº | Titolo originale             | Prima TV USA      | Prima TV Italia  |
| -- | ---------------------------- | ----------------- | ---------------- |
| 0  | Baby High                    | 18 luglio 2010    | 16 novembre 2010 |
| 1  | Not Again                    | 20 luglio 2010    | 16 novembre 2010 |
| 2  | Should I Stay or Should I Go | 27 luglio 2010    | 23 novembre 2010 |
| 3  | Valentine's Day              | 3 agosto 2010     | 30 novembre 2010 |
| 4  | Spring Break                 | 10 agosto 2010    | 6 dicembre 2010  |
| 5  | Secrets and Lies             | 17 agosto 2010    | 13 dicembre 2010 |
| 6  | Trial and Error              | 31 agosto 2010    | 20 dicembre 2010 |
| 7  | Senior Prom                  | 7 settembre 2010  | 27 dicembre 2010 |
| 8  | Hello and Goodbye            | 14 settembre 2010 | 3 gennaio 2011   |
| 9  | Family Bonds                 | 21 settembre 2010 | 8 gennaio 2011   |
| 10 | Lashing Out                  | 28 settembre 2010 | 15 gennaio 2011  |
| 11 | Too Much Too Son             | 5 ottobre 2010    | 22 gennaio 2011  |
| 12 | See You Later                | 12 ottobre 2010   | 29 gennaio 2011  |
| #1 | Unseen Moments 2             | 19 ottobre 2010   | non trasmesso    |
| #2 | Check Up With Dr. Drew       | 26 ottobre 2010   | non trasmesso    |

## Not Again
L'episodio inizia con un riepilogo della serie precedente: Maci e Ryan, prossimi al matrimonio, si lasciano; Catelynn e Tyler hanno affrontato il primo periodo dopo aver dato in adozione la loro figlia Carly e Tyler chiede a Catelynn di sposarsi; Amber ha lasciato la scuola e deve affrontare i problemi con Gary; Farrah cerca di ristabilire l'equilibrio che aveva prima di diventare madre.
I rapporti tra Farrah e la madre sono sempre più difficili, soprattutto da quando la madre l'ha ferita ed è finita in prigione, adesso toccherà al procuratore decidere se Farrah potrà continuare a vivere nella stessa casa con sua madre, che infine deciderà che sia meglio che Farrah, soprattutto per il bene della figlia Sophia, non viva con la madre.
Catelynn e Tyler non sono stati appoggiati nella scelta dell'adozione dalla madre di Catelynn e dal padre di Tyler, che sono spostati, così i due innamorati vanno a vivere dalla madre di Tyler e cercano di ritornare alla vita di sempre, anche se Tyler non si sente ancora pronto per affrontare il grande passo. Maci sta cercando di gestire al meglio il suo tempo per poter frequentare anche il college, ma per lei non è facile essere una madre single, soprattutto dal punto di vista economico, visto che Ryan non contribuisce alle spese del bambino. Amber e Gary continuano a vivere assieme, anche se non vanno più molto d'accordo, e devono controllare le loro spese perché nessuno dei due ha un lavoro; inoltre si aggiunge la possibilità che Amber sia di nuovo incinta. Mentre Maci decide di portare Ryan al tribunale dato che non vuole sentirne di pagare per il mantenimento, a Tyler manca la figlia, data in adozione, e si chiude in se stesso. Farrah, in seguito alla decisione del tribunale, si trasferisce nella seconda casa della madre. Amber confida a Gary la possibilità che possa essere incinta e discutono dei problemi che comporterebbe se fosse così. Maci consulta un avvocato per sapere di più sul mantenimento di un figlio e per far contattare direttamente Ryan. Tyler discutendo con la madre confessa di non voler stare continuamente con Catelynn e decidono di chiederle di tornare a casa sua, cosa che farà la stessa sera. Amber e Gary si recano a fare un esame per accettarsi della presunta gravidanza, che risulta non esserci. Maci porta Ryan in tribunale, che decide che Ryan dovrà provvedere al mantenimento del figlio.

## Should I Stay or Should I Go?
Farrah è andata a vivere nella seconda casa della madre e se la madre vuole vedere la nipote Sophia deve essere presente un altro adulto. Nel frattempo pensa a trovare una nuova sistemazione. Maci nonostante riceva i soldi per il mantenimento di Bentley, continua a lavorare part-time e cerca una nuova sistemazione anche lei. Catelynn tornata a casa, parlando con la madre approva a malincuore la scelta di Tyler e vuole ritornare a scuola per l'ultimo anno. Amber ha trovato un lavoro e discute con Gary per non avere un lavoro e per non cercarlo. Gary sta iniziando a pensare ad una ragazza che ha conosciuto al supermercato, una diciannovenne che ha avuto un figlio, e decide di confessarlo a Amber, chiedendogli una pausa, così lei lo prende per un traditore. Catelynn dopo non aver visto Tyler per un giorno, decide di andare a trovarlo e gli dice di aver chiamato sua nonna in Florida, dove ha avuto un fidanzato mentre ha vissuto la per 7 mesi, nonostante fosse in contatto con Tyler. Tyler chiede se ha sentito il suo ex e lei risponde di no, ma decide di confessargli di essere stata a letto con il suo ex. Tyler si arrabbia con Catelynn per avergli mentito quando stando con il suo ex, diceva a Tyler di mancargli e chiede a Catelynn il suo numero per parlargli, però pretende che Catelynn non gli parli prima. Farrah va a vedere due case da poter affittare e la casa che gli piace, non può affittarla perché per firmare l'affitto deve avere 19 anni, e lei ne ha 18. Maci inizia a parlare con i genitori del possibile trasferimento assieme al figlio e alle amiche, ma il padre pone il problema di come debbano comportarsi le amiche con Bentley. Amber parla con la cugina e dice di voler una famiglia unita, soprattutto per Leah, quindi concede a Gary un giorno per pensare a cosa deve fare...

## Valentine's Day
Si sta avvicinando il giorno di San Valentino e le amiche di Maci vogliono farle conoscere qualche ragazzo. Amber e Gary stanno cercando di migliorare il loro rapporto e lei vorrebbe essere la sua promessa sposa, nel frattempo gli compra una regalo per San Valentino. Catelynn si trasferisce con i genitori in una nuova casa, più vicina a Tyler. Farrah continua a litigare con sua madre e sta arrivando il giorno del compleanno di Sophia. Maci sta iniziando a sentirsi con un suo vecchio amico. Tyler invece, inizia a sentirsi in colpa per aver dato in adozione la figlia, Carly, e ne discute con la madre che gli dice che sarebbe meglio se si comportasse da adolescente. Amber e Gary si scambiano i regali di San Valentino e Amber si commuove. Tyler ha preso la patente ed una nuova macchina e ora Catelynn e Tyler non dovranno farsi accompagnare dai genitori per vedersi e dopo essersi scambiati i regali, vanno a fare pattinaggio sul ghiaccio. Farrah decide di andare da una psicologa e raccontandole della morte del padre di Sophia, inizia a piangere. Catelynn e Tyler dopo aver pattinato iniziano a parlare e Tyler confessa di sentirsi in colpa a divertirsi e a non stare a fare il padre. Ryan riporta Bentley a Maci, che scopre che Ryan ha una nuova fidanzata. Amber e Gary vanno a cena in un ristorante e Amber dice di voler diventare la sua promessa sposa e non appena Gary dice di non sentirsi pronto lei si infuria dicendo che stare ancora insieme allora non ha senso. Gary decide di andarsene di casa, ma alla fine resta e accetta di sposarsela. Farrah parla a telefono con il padre e lo invita alla festa di compleanno di Sophia, dove andrà anche la madre di Farrah, ma poi lei non riesce a comportarsi da madre e quando torna a casa da sola con la figlia si sente già molto meglio. Catelynn e Tyler vogliono parlare con l'agente che ha seguito l'adozione di Carly, che gli fa capire che il suo senso di colpa è dovuto al fatto che ancora non si è sfogato, come in seguito per fortuna riuscirà a fare. Maci comincia a uscire con Kyle, un suo amico di vecchia data, e lo bacia.

## Terza stagione
La terza stagione di Teen Mom è andata in onda dal 5 luglio 2011 sull'emittente americana MTV.
In Italia è andata in onda su MTV Italia dal 14 dicembre 2011.
| nº | Titolo originale          | Prima TV USA      | Prima TV Italia  |
| -- | ------------------------- | ----------------- | ---------------- |
| 1  | Taking It Slow            | 5 luglio 2011     | 14 dicembre 2011 |
| 2  | To be with you            | 12 luglio 2011    |                  |
| 3  | The Last straw            | 19 luglio 2011    |                  |
| 4  | Trials and tribulations   | 26 luglio 2011    |                  |
| 5  | Trick or treat            | 2 agosto 2011     |                  |
| 6  | Terrible Twos             | 9 agosto 2011     |                  |
| 7  | Trial and Error           | 16 agosto 2011    |                  |
| 8  | Taking It Up a notch      | 23 agosto 2011    |                  |
| 9  | As Long as We're together | 30 agosto 2011    |                  |
| 10 | Stay with me              | 6 settembre 2011  |                  |
| 11 | Time out                  | 13 settembre 2011 |                  |
| #  | Teen Dads                 | 18 settembre 2011 |                  |
| 12 | Pro's & Cons              | 20 settembre 2011 |                  |